# Pont Aeri
Pont Aeri est une discothèque et un label discographique espagnol. Le label est actif entre 1992 et 2007, et le festival de 1992 à 2012, avec deux retours en 2016 et 2017. Durant son existence, Pont Aeri avait pour siège Vallgorguina, dans la province de Barcelone. 
La discothèque est fondée en 1992 par Ramon Escudero père de Marc et Xavi Escudero (plus connus sous DJ Skudero et Xavi Metralla). La discothèque regroupe en général les genres musicaux de la dance, hard trance (1996), du hardcore mais principalement de la makina. Le nom Pont Aeri est souvent raccourci en Pont (prononcé « ponte » à la française, mais Pont Aeri vient du catalan (« pont aérien ») et est prononcé « ponaéri »).

## Histoire

### Création et influence
Avec la discothèque Chasis, ce fut l'une des premières discothèques makina. Les DJ makineros d'Espagne les plus notables, dont Pastis (David Alvarez Tudela) & Buenri (David Pàmies Sabatés), passent à cet endroit et donnent par la suite, en 1995, à la discothèque Xque son orientation makina. Les DJ résidents sont désormais au nombre de cinq : les deux frères, Marc et Xavi Escudero, ainsi que DJ Sonic (Javi Rodriguez), DJ SiSu (Narcis Castella) et DJ Batiste (ayant rejoint la discothèque en mars 2008 en quittant la discothèque Manssion, une autre boîte majeure en Espagne). Dès 1998, le style musical joué dans la discothèque tend à changer vers les platines, mélangeant gabber et hardcore aux musiques makina. Une orientation allant s'accentuer au fil des années avec Javi Boss, Javi Aznar et Dany BPM, souvent invités et très présents dans les compilations éponymes. Beaucoup considèrent alors Pont Aeri comme étant l'équivalent espagnol des festivals Thunderdome aux Pays-Bas, notamment les fans de makina les plus exigeants. En décembre 1992, Pont Aeri inaugure la salle « mythique » dans la ville de Terrassa (Barcelone). La musique makina fait fortement irruption dans des locaux déterminés à Barcelone, influencé par le phénomène valencien. L'incorporation de Nando Dixkontrol dans la cabine, fortifie ce pari et Pont Aeri initie son vol météorique vers ce que serait, dans des années, la salle la plus charismatique de Catalogne à cette spécialité.
À la fin des années 1990, de nombreuses musiques ayant pour thème la discothèque ont atteint les classements musicaux espagnols. Le 2 novembre 1996, le morceau Pont Aeri vol.2 composée par Buenri et Skudero atteint la septième place des classements musicaux espagnols. En 1997, les frères Marc et Xavi Escudero se convertissent en résidents de Pont Aeri, après que se produise la baisse des DJs résidents jusqu'à cette date. La même année, leur titre Pont Aeri vol.3 accède aux classements musicaux espagnols au mois de mai 1997.
Le succès de Pont Aeri s'étend un peu partout en Europe, mais c'est aux Pays-Bas que les compilations telles que The Rave Masters, Hard Halloween et Gladiators se vendent le mieux[réf. nécessaire]. Beaucoup de disc jockeys venus des Pays-Bas ou d'Italie et non des moindres vont alors mixer là-bas tels que DJ Paul, Art of Fighters, DJ Panic, Endymion, The Stunned Guys et bien d'autres. En France, les fans pouvaient souvent les voir à Toulouse, avant que le complexe Omega (ex-Aposia) n'ait brûlé lors d'un incendie. Les résidents du Pont Aeri se rendaient trois à quatre fois par an dans la salle Arena (musique techno). Mais c'est surtout au Nouba Roll's dans le Tarn que les makineros se donnaient rendez-vous pour retrouver Metralla, Escudero, Pastis et Buenri, et Chasis, entre autres.

### Années 2000
Le pari est risqué, mais, pendant des années, ils ont le temps d'apprendre de leurs prédécesseurs. Leurs connaissances et leur jeunesse font qu'ils se convertissent immédiatement en nouvelles idoles de Pont Aeri. Devant le succès, débordé et afin de donner une capacité à ses fidèles adeptes, en juillet 2000 une salle macro est ouverte à Manresa (Barcelone) et le succès se multiplie. 
Le 18 janvier 2001, le titre Take a Trip enregistré avec Eva Martí atteint la dixième place des classements musicaux espagnols. En décembre 2001, la fermeture de la salle macro se produit pour des motifs étrangers à la volonté de Pont Aeri. Devant une telle situation la salle de Terrassa de forme temporelle ouvre à nouveau jusqu'à disposer d'une nouvelle salle qui garantit la capacité de ses adeptes. Enfin, en avril 2002, la discothèque inaugure la nouvelle salle dans Vallgorguina-Sant-Celoni (Barcelone) et à nouveau le succès se produit, grâce à la fidélité de la grande famille Pont Aeri. En juillet 2000, un Pont Aeri est inauguré dans Traiguera (Castellón) avec un succès remarquable jusqu'à janvier 2002. Le Pont Aeri mythique Terrassa reste ouvert pour les sessions de nuit du vendredi.

### Retours sporadiques
Pont Aeri dispose d'un groupe musical interprétant tous les plus grands succès du Discografia étendu de Pont Aeri. La discothèque a inscrit et protégé la marque Pont Aeri dans tous les pays de l'Union européenne. Fun Airlines by Pont Aeri, DJ's Factory by Pont Aeri, et Revival Session sont également protégés. En 2002, Pont Aeri fête ses dix ans.
Le 6 juillet 2012, une soirée Hardcore Italia est organisée avec en vedette les artistes du label italien Traxtorm Records. Durant ce même mois, les deux frères Escudero (Xavi et Marc Escudero, propriétaires de la mythique discothèque annonce sa fermeture en septembre 2012 par l'intermédiaire d'un communiqué officiel ; le Pont Aeri fermera pour raisons économiques, les lourdes charges et l'augmentation de la TVA en Espagne en seront les principales responsables. Alors que les makineros catalans et espagnols sont tous sous le choc de cette nouvelle, les plus grands artistes de la scène hardcore rendent un dernier hommage au Pont Aeri sur leurs pages respectives.
Pont Aeri revient en 2016 et 2017 pour fêter ses 24 et 25 ans d'existence respectivement. 
En 2023, Pont Aeri porte plainte contre la chanteuse Loreen pour plagiat de son morceau phare Flying Free. En effet, lors de l'Eurovision 2023, Tattoo le morceau de Loreen comprend les notes musicales similaires,,.